# Трое разгневанных мужчин
Трое разгневанных мужчин (хинди त्रिदेव, англ. Tridev) — индийский художественный фильм на хинди в жанре боевика, снятый Радживом Райем и выпущенный в прокат 7 июля 1989 года.

## Сюжет
Главный герой фильма — Бхуджан — является преступником, который стремится к государственной власти. После инцидента с покушением на политика, полицейский отдел работает под огромным давлением. Инспектору Карану Саксене удается поймать торговца оружием Рамеша Теджани, который помогает ему арестовать гангстера, поставляющего оружие для Бхуджана. В свою очередь, Каран обручается с Дивьей Матхур, которая является дочерью комиссара. Её брат Рави — уличный боец, который борется с мелкими преступниками и не любит своего отца, уважаемого судью, за его агрессивный характер.
Позже Карана подставил Бхуджана и его брата с помощью Рамеша, который из-за осознания вины признается судье, отцу Карана. Потом Рамеш и судья были убиты Бхуджангом. Коррумпированный инспектор Сурай Сингх работает на Бхуджана. Несмотря на то, что комиссар осознает честность Карана, он, находясь под давлением влиятельных людей, передает Карана в деревню. Там он встречает крестоносца по имени Джай Сингх, который борется с преступниками и помогает бедным. Джай Сингх знакомится с актрисой Рену, и они влюбляются. Каран узнает, что он неплохой парень. В детстве его отец, который был бойцом за свободу, был убит Дакойтом Бхайравом Сингхом. Полиция во главе с Матуром отказалась слушать заявления Джай.
Когда Дивья похищена, чтобы освободить брата Бхуджана, Рави нарушает закон и освобождает свою сестру. Будучи преступником, он присоединяется к приспешникам. Там его сестра Наташа Теджани, которая присоединилась к ним, чтобы отомстить за смерть своего брата и работать с журналистом Шрикантом Вермой, потрясена, увидев, что Рави стал новым членом банды. Когда полиция решила вернуть Карана, Бхаджан и дети Бхуджана решают убить его. Прежде чем пытаться убить Карана, они показывают, что убили его отца. Каран потрясен, увидев, что Рави и Сурай Сингх работают на приспешников. Когда они сжигают весь дом бензином после того, как привязывают его к себе на кровать, Рави, не зная знаний, ставит нож под руку Карана. Весь дом горел. Каран изо всех сил пытается получить нож, но успешный ли он, остается неизвестным. Джай Сингх не может спасти своего друга, поскольку он издевается над комиссаром, что он опаздывает еще раз. Джай Сингх покидает деревню в печали. Но позже Каран поднимается с останков и ругается, когда его считают мертвым.
Между тем Дивья потрясена смертью Карана. Джай Сингх встречает Рену, актрису, которая является дочкой политика. Он нанимает Джай как телохранителя Рену. Каран продолжает уничтожать оружие и свойства Бхуджана, и все они путаются о своем новом враге. Между тем Каран и Рави встречаются и решаются помочь друг другу. Прежде чем Джай и Рену могли заявить о своей любви, ее отец привлекает ее к сыну Бхуджана. В партии Джай признает Бхуджан, как Даку Бхайрав Сингх, тот, кто убил своего отца. Позже журналист Шрикант отравлен сыном Бхуджанга с помощью коррумпированного инспектора.
Наташа и Рави понимают друг друга и выражают свои чувства к каждому, понимая постоянную угрозу, в которой они живут. Невозможно нести потери из-за работ Карана. Бхуджан решил ограбить банк. Рави сообщает Карану. Джай Сингх услышал разговор между отцом Рену и её женихом. Сначала она отказывается поверить ему, но в банке она потрясена, увидев своего жениха как грабителя. Там коррумпированный инспектор вынужден прекратить грабеж Карана и убит. Вся группа преступников и Джай шокирован, когда Каран жив. Во время похорон сына Бхуджана, который погиб в перестрелке, Каран, Рави и Джай раскрывают свою личность и убегают.
Бхуджан захватывает большую группу полицейских и Наташу, Рену, Дивю вместе с Манриджи и требует освобождения трёх героев, которых они считают опасными преступниками. В конце трое, которые называет себя разгневанными мужчинами, атакуют укрытие и уничтожают врага.

## В ролях
- Санни Деол — Каран Саксена, инспектор полиции
- Джеки Шрофф — Рави Матхур, уличный боец
- Насируддин Шах — Джай Сингх, разбойник
- Амриш Пури — Бхуджанг, он же Бхайрав Сингх
- Мадхури Дикшит — Дивья Матхур, сестра Рави
- Сонам — Рену, актриса
- Сангита Биджлани — Наташа Теджани
- Анупам Кхер — комиссар полиции
- Раза Мурад — Мантриджи
- Далип Тахил — Дон
- Шарат Саксена — инспектор Сурад Сингх
- Тедж Сапру — Гога, сын Бхуджанга
- Дэн Дханоа — Ранга, сын Бхуджанга
- Раджеш Вивек — Рагхав
- Анджана Мумтаз — Судха Саксена
- Субирадж — судья Саксена
- Сатьяджит — инспектор Трипатхи
- Шекхар Суман — Шрикант Верма
- Виджайендра Гхатге — Рамеш Теджани
- Аджит Вачхани — адвокат Дона
- Юнус Парвез — режиссёр фильма, в котором снимается Рену

## Саундтрек
Одноименную песню исполнил один из главных героев, но мотив песни схож с мелодией «One More Chance» группы Pet Shop Boys. Мотив песни «Tirchi Topiwale» также схожа с песней «Rhythm Is Gonna Get You». Песня «Oye Oye» была использована дважды для фильмов: Double Dhaamal 2012 года и Azhar 2016 года, а песня «Gali Gali Mein Phirta Hai», под которую танцует герой Джеки Шроффа использован для каннада-язычного фильма K.G.F: Chapter 1, хотя этот клип на песню был снят для дубляжа на хинди
Все тексты написаны Анандом Бакши, вся музыка написана дуэтом Кальянджи-Ананджи.
| №  | Название                           | Исполнители                                | Длительность |
| -- | ---------------------------------- | ------------------------------------------ | ------------ |
| 1. | «Tridev»                           | Насируддин Шах                             |              |
| 2. | «Tirchi Topiwale»                  | Амит Кумар, Сапна Мукерджи                 |              |
| 3. | «Gali Gali Mein Phirta Hai»        | Манхар Удхас, Алка Ягник                   |              |
| 4. | «Main Teri Mohabbat Main»          | Мохаммад Азиз, Садхана Саргам              |              |
| 5. | «Raat Bhar Jaam Se»                | Алиша Чиннаи                               |              |
| 6. | «Gajar Ne Kiya Hai Ishara»         | Садхана Саргам, Алка Ягник, Сапна Мукерджи |              |
| 7. | «Main Teri Mohabbat Main (Part 2)» | Садхана Саргам                             |              |
| 8. | «Tirchi Topiwale (Part 2)»         | Амит Кумар, Сапна Мукерджи                 |              |
| 9. | «Oaye Oaye»                        | Амит Кумар, Удит Нараян, Джолли Мукерджи   |              |

## Прокат в СССР
Роли дублировали